# World Trade Center (film)
Treść tego artykułu może nie być zgodna z zasadami neutralnego punktu widzenia,
ponieważ laurkowo-promocyjny styl.
Dokładniejsze informacje o tym, co należy poprawić, być może znajdują się w dyskusji tego artykułu.
 Po wyeliminowaniu niedoskonałości należy usunąć szablon [[Szablon:Dopracować|]] z tego artykułu.
World Trade Center – amerykański film fabularny w reżyserii Olivera Stone’a z 2006 roku oparty na prawdziwych zdarzeniach z zamachu z 11 września 2001 roku na budynek World Trade Center. Premiera filmu w USA miała miejsce 9 sierpnia, w Polsce 6 października.

## Obsada aktorska (wykonawcy)
- Nicolas Cage (John McLoughlin)
- Michael Peña (Will Jimeno)
- Maria Bello (Donna McLoughlin)
- Connor Paolo (Steven McLoughlin)
- Anthony Piccininni (JJ McLoughlin)
- Alexa Gerasimovich (Erin McLoughlin)
- Morgan Flynn (Caitlin McLoughlin)

- Maggie Gyllenhaal (Allison Jimeno)

## Opis fabuły
11 września 2001 roku był wyjątkowo ciepłym dniem w Nowym Jorku. Will Jimeno (Michael Peña), oficer z wydziału policyjnego Port Authority Police Department, chciał wziąć wówczas dzień wolny i poświęcić się swojemu hobby – polowaniu, ale w końcu zdecydował, że pójdzie do pracy i stawia się na posterunku. Sierżant John McLoughlin (Nicolas Cage), szanowany weteran PAPD, był na nogach już od wielu godzin – wymagał tego codzienny, półtoragodzinny patrol miasta. Wraz ze swoimi kolegami udali się w kierunku centralnego Manhattanu, tak jak każdego dnia. Tylko że tamten dzień był inny niż pozostałe.
Ekipa Port Authority Police Department z centralnego Manhattanu pojechała do World Trade Center. Pięciu ludzi, wśród nich McLoughlin i Jimeno, weszło do środka budynków i zostało uwięzionych pod gruzami, gdy zawaliły się wieże. W cudowny sposób McLoughlin i Jimeno przeżyli, ale zostali pogrzebani pod betonowymi płytami i warstwami poskręcanego metalu, kilka metrów pod gruzami. Nie widzieli się nawzajem, obaj słyszeli tylko, że kolega przeżył i przez następnych 12 godzin nawzajem utrzymywali się przy życiu – opowiadając sobie o swych rodzinach, pracy w policji, nadziejach i rozczarowaniach.
Ich historię opowiada nowy film Olivera Stone’a, „World Trade Center”. Film to także historia ich żon (Donny McLoughlin i Allison Jimeno) oraz ich rodzin, które przeżyły piekło, nie mając żadnych informacji o bliskich, to także historia pełnego determinacji żołnierza, który ich znalazł oraz setek strażaków, policjantów i ratowników, którzy ich ocalili.
Jest to prawdziwa historia John McLoughlina i William J. Jimeno, ostatnich ludzi których udało się wydostać ze strefy zero i zarazem opowieść o niezmordowanych ratownikach, którzy nigdy nie dają za wygraną. Jest to fragment historii USA, podczas której gdy budynki legły w gruzach to powstawali nowi bohaterowie gotowi oddać życie dla ratowania drugiego człowieka.